# Juan Manuel Suárez del Toro Rivero
Juan Manuel del Toro Rivero est un ingénieur industriel espagnol né le 28 septembre 1952 à Las Palmas de Grande Canarie. Il préside le Mouvement international de la Croix-Rouge et du Croissant-Rouge de 2001 à 2009.

## Biographie

### Formation et carrière
Juan Manuel Suárez del Toro Rivero obtient un diplôme en ingénierie industrielle auprès de l'Université de Las Palmas de Grande Canarie (ULPGC), avec une spécialisation en organisation industrielle. Il commence sa carrière dans l'entreprise de transport interurbain de passagers de la Grande Canarie où il occupe un poste de directeur technique, commercial et opérationnel qu'il conserve tout au long de sa carrière.
En 1987, il est nommé président de l'Institut du don de sang et d'hémothérapie du gouvernement des Canaries. Il est également professeur à l'Université de Las Palmas de Grande Canarie au sein du Département d'organisation industrielle, puis du Département d'organisation et de gestion des entreprises,.
Il est l'auteur de nombreux articles et publications traitant de l'économie sociale, la coopération internationale, les droits de l'homme, la pauvreté, les nouvelles technologies et le tiers monde en général.

### Croix-Rouge et Croissant-Rouge
Il rejoint la Croix-Rouge espagnole en tant que bénévole à l'âge de 17 ans,. En 1971, il devient directeur provincial, puis vice-président, président provincial et président régional, avant d'être nommé président de la Croix-Rouge espagnole le 3 juin 1994. Il est réélu à son poste par l'Assemblée générale, et reste donc à la présidence jusqu'au 8 mars 2015. Ses mandats sont ratifiés par le Conseil des ministres du gouvernement espagnol. En parallèle, il est élu président de la Fédération internationale des Sociétés de la Croix-Rouge et du Croissant-Rouge pour deux mandats, entre 2001 et 2009.

### Affaire Bankia
En juillet 2012, le Tribunal Central n°4 a accepté de traiter la plainte de l'UPyD et du groupe citoyen 15MpaRato contre les conseils administratifs de Bankia et de Banco Financiero y de Ahorros, SA.
Parmi les 33 accusés mis en cause, Suárez del Toro est l'un des seuls à ne pas avoir été convoqués par le parquet, car il a été acquitté de toutes les accusations qui pesaient contre lui le 24 octobre 2022 en vertu d'un jugement de la Chambre pénale de la Cour Suprême. Les charges ont été définitivement abandonnées par ordonnance le 16 novembre 2022.

## Distinctions

### Doctoratshonoris causa
Juan a obtenu un doctorat honoris causa de la part de :
- Université Hoseo (Corée du Sud) ;
- Université du Chili ;
- Université nationale autonome du Honduras ;
- Université technologique du Panama ;
- Université autonome de Saint-Domingue (République dominicaine) ;
- Université nationale de l'Est (es) (Paraguay) ;
- Université de Barcelone.

### Ordres et médailles
- Médaille d'or de la Croix-Rouge espagnole (1989) ;
- Grand-Croix de l'Ordre du Mérite militaire, décerné par le ministère de la Défense espagnol (2000) ;
- Grand-Croix de l'Ordre civil de solidarité sociale (es) (2002) ;
- Médaille d'or des îles Canaries (2002) ;
- Croix d'argent de l'Ordre du mérite de la Garde civile (es) (2007) ;
- Mention honorable du Conseil supérieur européen des médecins et des docteurs honoris causa (2008) ;
- Ordre de Christophe Colomb (en) au grade de Grand officier, décerné par la République Dominicaine (2008) ;
- Grand-Croix du mérite aéronautique (en), décerné par le ministère de la Défense espagnol (2010).

### Prix
- Prix Melvin Jones (2002) ;
- Prix des Îles Canaries (es) (2004)[12] ;
- Prix IMSERSO « Infanta Cristina » du Mérite Social (2007)[13].